# Политика Мьянмы
Мьянма — государство, расположенное в Юго-Восточной Азии, в западной части Индокитая. Главным руководящим органом является парламент, четверть мест в котором, по конституции 2008 года, предоставляется военным. Парламентские выборы последний раз проводились в 2010 году с довыборами в 2012 году.

## История

### Вступление
Исторически Бирма (Мьянма) являлась страной с монархической формой правления вплоть до XIX столетия. В 1820 году Бирма стала колонией Великобритании, которой и оставалась до 1948 года. Согласно Конституции Бирмы, вступившей в силу после обретения страной независимости, этнические меньшинства получали равные права и представительство во властных структурах. Однако, они продолжали испытывать угнетение со стороны бирманского большинства. Немалую роль в межнациональных конфликтах играли и религиозные различия — в стране представлены многие конфессии, такие, как буддизм, христианство, индуизм, ислам, местные верования. Религиозные противоречия не раз приводили к различным инцидентам; так, в 1991 году около 250 000 мусульман-рохинджа подверглись гонениям со стороны властей. Они вынуждены были бежать в соседний Бангладеш, где получили статус беженцев и помощь со стороны международных благотворительных организаций.

### После получения независимости
4 января 1948 года Бирма получила независимость. Страна была провозглашена демократической парламентской республикой. Ещё в 1947 году председателем Исполнительного совета (переходного органа власти) был назначен Аун Сан. Однако, в июле того же года он был убит вместе с несколькими соратниками своими политическими конкурентами.
После провозглашения независимости страна получила название Бирманский Союз. Президентом стал Сао Шве Тайк, а премьер-министром — У Ну. Бирма, в отличие от большинства бывших британских колоний, не стала членом Содружества наций. Был сформирован двухпалатный парламент, состоящий из Палаты депутатов и Палаты национальностей.
В 1961 году постоянный представитель Бирмы в ООН и бывший помощник премьер-министра У Тан был избран третьим Генеральным секретарём ООН. Он стал первым генсеком этой организации из Азии и оставался на этом посту 10 лет. Среди тех бирманцев, кто работал с ним в ООН, была Аун Сан Су Чжи (нынешний лидер оппозиции).

### Правление Партии бирманской социалистической программы
В 1962 году у власти в результате военного переворота оказался генерал У Не Вин, бывший премьер-министром Бирмы. Им была создана Партия бирманской социалистической программы, находившаяся у власти до конца 1980-х годов.

### Правление Государственного совета мира и развития
С 1988 года у власти находился Государственный совет мира и развития. Его председателями были генерал Со Маунг (1988—1992) и генерал Тан Шве (1992—2011). До 18 октября 2004 года премьер-министром был Кхин Ньюн (позднее находился в тюрьме по обвинению в коррупции, амнистирован в 2012 года Указом Президента Тейн Сейн), затем — до 2007 года — генерал Со Вин. В настоящее время этого поста не существует.